# Ardisia crassipedicellata
Ardisia crassipedicellata är en viveväxtart som beskrevs av C.L. Lundell. Ardisia crassipedicellata ingår i släktet Ardisia och familjen viveväxter. Inga underarter finns listade i Catalogue of Life.